# 16e cérémonie des Costume Designers Guild Awards
La 16e cérémonie des Costume Designers Guild Awards (CDG Awards), organisée par la Costume Designers Guild, a lieu le 22 février 2014 et récompense les meilleurs costumiers des films sortis en 2013,.

## Palmarès

### Films

#### Film d'époque
- Twelve Years a Slave – Patricia Norris
  - American Bluff (American Hustle) – Michael Wilkinson
  - Dallas Buyers Club – Kurt & Bart
  - Gatsby le Magnifique (The Great Gatsby) – Catherine Martin
  - Dans l'ombre de Mary (Saving Mr. Banks) – Daniel Orlandi (en)

#### Film de fantasy, fantastique ou science-fiction
- Hunger Games : L'Embrasement (The Hunger Games: Catching Fire) – Trish Summerville
  - Le Hobbit : La Désolation de Smaug (The Hobbit: The Desolation of Smaug) – Ann Maskrey, Richard Taylor et Bob Buck
  - Le Monde fantastique d'Oz (Oz the Great and Powerful) – Gary Jones et Michael Kutsche

#### Film contemporain
- Blue Jasmine – Suzy Benzinger
  - Her – Casey Storm
  - Nebraska – Wendy Chuck
  - Philomena – Consolata Boyle
  - La Vie rêvée de Walter Mitty (The Secret Life of Walter Mitty) – Sarah Edwards

### Télévision

#### Série contemporaine
- House of Cards – Tom Broecker
  - Breaking Bad – Jennifer Bryan
  - Nashville – Susie DeSanto
  - Scandal – Lyn Paolo
  - Saturday Night Live – Tom Broecker et Eric Justian

#### Série d'époque, de fantasy, fantastique ou science-fiction
- Downton Abbey – Caroline McCall
  - Boardwalk Empire – John Dunn et Lisa Padovani
  - The Borgias – Gabriella Pescucci
  - Le Trône de fer (Game of Thrones) – Michele Clapton
  - Mad Men – Janie Bryant

#### Téléfilm ou mini-série
- Ma vie avec Liberace (Behind the Candelabra) – Ellen Mirojnick
  - American Horror Story: Coven – Lou Eyrich
  - Bonnie and Clyde – Marilyn Vance
  - House of Versace – Claire Nadon
  - Phil Spector – Debra McGuire

#### Spot publicitaire
- Call of Duty “Ghosts Masked Warriors” – Nancy Steiner
  - Dos Equis: “Most Interesting Man in the World Feeds a Bear” – Julie Vogel
  - Fiat “British Invasion” – Donna Zakowska

### Spéciales

#### Lacoste Spotlight Award
- Amy Adams : (Arrête-moi si tu peux, Il était une fois, La Nuit au musée 2, The Master, American Bluff)

#### Distinguised Collaborator Award
- Judd Apatow

#### Career Achievement in Film Award
- April Ferry